# 劇場版 仮面ライダーカブト GOD SPEED LOVE
『劇場版 仮面ライダーカブト GOD SPEED LOVE』（げきじょうばん かめんライダーカブト ゴッド スピード ラブ）は、2006年8月5日より東映系で公開された、日本の映画作品。特撮テレビドラマシリーズ「平成仮面ライダーシリーズ」の『仮面ライダーカブト』の劇場版作品にあたる。同時上映は『轟轟戦隊ボウケンジャー THE MOVIE 最強のプレシャス』。
キャッチコピーは「この地球〈ほし〉に、未来を。人類の存亡を賭けて、宇宙での死闘が始まる。」。

## 特徴
仮面ライダー生誕35周年記念作品。前年までとは異なり夏休み期間へと公開が前倒しされ、以降の夏の劇場版も一部を除いて8月上旬の公開が踏襲されている。
前年までと同様、テレビシリーズの物語とは基本的には関連のないパラレルワールド的作品でもあり、テレビシリーズとは世界観・設定から大きく異なるものとなっている。脚本はテレビシリーズのメインライターである米村正二が担当。
本作品の見所として、軌道エレベーターが登場する世界初の実写作品である点を含めたライダー初の宇宙戦や、オリンピックのメダルに準えた金・銀・銅の映画オリジナルライダーの登場が挙げられる。配役面では格闘家・武蔵の映画初出演、『仮面ライダー龍騎』にも出演した森下千里のライダー作品再出演が話題となった。また主役仮面ライダーの最強形態（仮面ライダーカブト ハイパーフォーム）の先行登場も、例年に引き続き盛り込まれている。
公開直前には、テレビシリーズの本編終了後に本作品に関連したショートムービーも放送された。内容は昭和ライダーとの比較により、本作品における仮面ライダーシリーズそのものの成長をピックアップしたものとなっている。
『劇場版 超・仮面ライダー電王&ディケイド NEOジェネレーションズ 鬼ヶ島の戦艦』の公開を記念し、2009年3月には深夜枠で地上波初放送された。それまでも平成仮面ライダーシリーズの劇場版の地上波放送は前例があるが、放送時間の都合上エンディングがカットされているそれらの作品とは異なり、全編ノーカットでの放送となった。

## あらすじ
1999年、地球に飛来した巨大隕石は落下の熱と衝撃で海水が蒸発して地球全土の海が干上がり、同時に隕石に潜んでいた地球外生命体ワームが侵入し、瞬く間に社会に人間に擬態することで潜伏・侵食を始めた。人類は秘密機関ZECTを設立。マスクドライダーシステムを開発し、戦場に投入した。
それから7年後の2006年。深刻な水不足に陥った地上でワームとライダーの戦いが続く中、ZECTに反旗を翻す反乱分子がネオZECTを結成。ZECTはネオZECTの粛清に乗り出す。ZECTのライダー、大和鉄騎＝ケタロス、矢車想＝ザビー率いる部隊に追いつめられるネオZECTのリーダーである織田秀成＝ヘラクス、風間大介＝ドレイク、北斗修羅。そこへ天道総司＝カブトが乱入し、戦況は新たなる段階を迎える。
折しもZECTでは、巨大彗星＝氷の塊が地球に接近する情報を掴んでいた。この彗星を引き寄せれば、地球に莫大な水資源を確保でき、ZECTは益々権力を強めることができ、ZECTは「天空の梯子」と呼ばれる軌道エレベーターで地上の基地と接続されているZECT宇宙ステーションに設置された巨大クロックアップマシンを用いて移転空間を発生させる、「天空の梯子計画」を実行。天道よりこの情報を得たネオZECTも、ZECTの支配力増加を抑えるべく、計画の乗っ取りを決意する。
計画実行の当日、ネオZECTはZECT本部を襲撃。天道は軌道エレベーター上で大和と対決。宇宙空間で二人が激闘する最中、加賀美新＝ガタックがクロックアップシステムで彗星を引き寄せるが、彗星と共にワームの卵を運ぶ巨大隕石も引き寄せてしまっていた。

## 登場人物
黒崎 一誠（） / 仮面ライダーコーカサス
30歳。上下白装束に身を包んだ屈強な肉体を持つ寡黙かつ優雅な男で、常に自分が最強の男でいることを追い求め、自らが倒した相手に青い薔薇を手向けるという独自の習わしを持つ。ZECT本部直属の用心棒兼殺し屋的存在で、大和をはじめとする実働部隊には同行せず、上層部の意向で反乱分子の存在を闇に葬ってきた特務隊員。「天空の梯子計画」に関わった人間の死の背後に見え隠れする、謎の「黄金のライダー」の正体でもあり、その強さは「彼と戦う者は、戦う前にすでに敗北している」と噂され、気付けば青い薔薇の花びらと相手の屍のみが戦場に残されているという逸話が残されている。また後述のハイパーカブトが、時間を巻き戻して現れたことに勘付くなど洞察力も高い。計画の真意については知っているものの、「自分が最強の男になれれば、人間もワームも関係ない」という考えからその是非については不干渉を決め込んでいる。
宇宙ステーションから発射された反物質兵器搭載ミサイルの内部でカブトとガタックを迎え撃ち、ハイパークロックアップを駆使して圧倒するも、ガタックにライダーキックを受け止められた隙を突かれてカブトにエアロックに叩きつけられて外れたハイパーゼクターを奪われ、エアロックから宇宙空間に放り出される。その後加賀美の乗った脱出ポッドにしがみつき、これを破壊して殺害するも、ハイパークロックアップの時間逆行で殺害直前に戻され、最後はハイパーフォームとなったカブトのハイパーライダーキックを浴び、そのまま反物質兵器搭載ミサイルに激突して爆死した。
- 劇中で着用しているシルバーは、実際に黒崎役の武蔵が試合の入場時にも付けているもの。
- 変身ポーズは、黒崎役の武蔵が空手の型の1つ「征遠鎮」をモチーフに考えたもの。

織田 秀成（） / 仮面ライダーヘラクス
23歳。自由を求めてZECTに反旗を翻したネオZECTのリーダーとして、本当の自由を求めてかつての仲間たちを相手に激しい戦いに身を投じる。年若く、他者から命令されることを嫌う破天荒な性格だが、リーダーとしての器は備えているようで、大和からもZECTに必要な人材であると高く評価されている。
自らの存在を売り込む天道の実力を評価し、一方でその心中に秘めた闇を見透かしながらも彼を招き入れてZECTの情報を得る。修羅によって、天道がZECTに所属する加賀美と通じていたことが露見しても、天道にもっと大きな目的があることを感じ取って解放し、「天空の梯子計画」を乗っ取るため天道と共に天空の梯子基地に侵入、天道を軌道エレベーターに向かわせ、迎え撃つザビーを撃破して裏切り者の修羅に詰め寄るも、直後に遭遇したコーカサスに戦いを挑み、指一本触れられぬまま止めを刺され、自分が何も成せなかったことを無念に思いながら絶命した。
- 包帯を腕に巻いているのは、監督の石田のアイデアで序盤のシーンで怪我をしたためにずっと巻いているというものとなった。

大和 鉄騎（） / 仮面ライダーケタロス
29歳。矢車と共に部隊を率いてネオZECT掃討の陣頭指揮を執る行動隊長。ZECTに対しては狂信的なまでの忠誠心を示しており、また真面目でプライドの高い性格の持ち主でもあるが、一方でかつての仲間である織田に対し、特に憎んでいたがZECTへの復帰を土下座も辞さずに説得するなど、評価している相手に対しては節を曲げるだけの度量や冷静さも見せている。
加賀美と共に「天空の梯子計画」を実行するため、軌道エレベーターで宇宙ステーションに向かうも先回りしていた天道と対決。宇宙ステーションの外壁で無重力空間でのバトルを繰り広げるが徐々に追い詰められた末、巨大隕石との衝突で爆発した彗星の衝撃波により、カブトと共に宇宙空間に放り出される。カブトはカブトエクステンダーに搭乗して助かるも、自身は大気圏突入で火の玉と化し、「我が魂は、ZECTと共に有りぃー!!」とZECTへの忠誠を叫びながら地表に激突し、爆死した。
- 脚本の米村は、2.26事件の青年将校のようなキャラクターをイメージしていたという。

北斗 修羅（）
23歳。ネオZECTに所属する女性で、サブリーダー的立場。男勝りの性格で一人称は「俺」。生粋の武闘派で、マスクドライダーシステムの力無しでワームと渡り合う。ネオZECTを内部から潰すためと嘯きわざと自分らに協力する天道を快く思っておらず、病院で加賀美と一緒にいるのを目撃した際には敵意をむき出しにし、スパイ行為を理由に天道を拘束して執拗な拷問にかけた。
実はZECT側のスパイであり、正体を露わにした後ゼクトルーパーを率いて風間を抹殺するも、織田に仲間を全て倒され追い詰められたことで逃走。その後、陸と三島の会話を偶然立ち聞きし、陸が仕掛けた二重三重の巧妙な計略と「天空の梯子計画」の真意を知ってしまったことで、口封じとして何者かに瀕死の重傷を負わされる。最後は天道に組織の秘密を伝え、彼に願いを託して息を引き取った。

## マスクドライダー
テレビシリーズにも登場するマスクドライダーのスペックについては、仮面ライダーカブトの登場仮面ライダーの項目を参照。劇中における各ライダーの所属は以下の通りである。
- 無所属：カブト
- ZECTに所属：ガタック、ザビー、ケタロス、コーカサス
- ネオZECTに所属：ドレイク、ヘラクス
- 不明：サソード

### 本作品オリジナルのマスクドライダー
- いずれもモチーフがカブトムシなのは、元々本作品が「カブトムシライダー最強トーナメント」として企画されていたことに起因する[10]。
- 肩部、ブレス、ベルト以外はカブトと同様の共通のデザインとなっている[11]。

#### 仮面ライダーコーカサス
黒崎一誠が変身する。モチーフはコーカサスオオカブト。基本カラーは金色。複眼の色は青。
ZECT最強の戦士で、「黄金のライダー」の異名を持ち、その呼び名に相応しいスペックと戦闘能力を持ち、専用武器を用いず、空手のような技を得意とする。また、ハイパーゼクターを用いることでハイパークロックアップなどの各種能力を使用でき、後述のライダービート（パンチ）も使用した。
必殺技はハイパーゼクターのゼクターホーンを倒すことで「Maximum Rider Power」という電子音声の発声と共にハイパーゼクターでタキオンを生成してチャージアップ、頭部のカブティックホーンを経由して脚部のライダーストンパーにマキシマムライダーパワーが送り込まれ威力を格段に強化した中段回し蹴りを放つハイパーライダーキック。
- カブトやガタックをも凌ぐ強さとして、クロックアップを凌駕するハイパークロックアップが生まれ、それをカブトが奪うことでラストの展開まで昇華したものとなった[9]。
- 初登場時に正座していたのはスーツアクターの岡元次郎の提案によるもので、武道のイメージと登場時のインパクトを意図している[14]。
- PS2版『仮面ライダーカブト』では中田譲治が声を担当。PS3・Wii Uソフト『仮面ライダー バトライド・ウォーII』では黒崎を演じた武蔵が声を担当。

#### 仮面ライダーヘラクス
織田秀成が変身する。モチーフはヘラクレスオオカブト。基本カラーは銀色。複眼の色は赤。
ゼクトクナイガンのガンモードとアックスモードを携行し、距離を問わずバランスのとれた戦法を得意とするほか、マシンゼクトロンの操縦にも長ける。
必殺技のアバランチブレイクはライダービートで強化して使用される。

#### 仮面ライダーケタロス
大和鉄騎が変身するマスクドライダー。モチーフはケンタウルスオオカブト。基本カラーは銅褐色。複眼の色は緑。
携行武器はゼクトクナイガン・クナイモードで、素早い戦術を得意とする。
劇中未使用だが、必殺技のアバランチスラッシュはライダービートで強化して使用される。
- PS2版『仮面ライダーカブト』では塩野勝美が声を担当。
- デザイン画では頭頂部と額の中間のディテールが実際のスーツとは微妙に異なる[11]。

##### ツール
以下のツールは、ハイパーゼクターなどの一部の例外を除き、いずれも本作品に登場するライダー共通のものである。
カブティックゼクター
資格者がマスクドライダーに変身する際に使用する昆虫型の心臓部。資格者のライダーブレスのジョイント部・セットアップサークルに飛来して合体させた後、ゼクターを捻ることで変身する（コーカサスのみ、資格者の手を借りずに自動で一連の動作が行われる）。ジョウントによる瞬間移動能力などの機能はテレビシリーズに登場するマスクドライダーのゼクターに準ずる。
本体の大部分は共通のものであり、唯一各ライダーによって異なる頭部パーツは、それぞれモチーフとなった昆虫の頭部を模した形状となっており、各々の基本カラーで塗り分けられている。

ライダーブレス
資格者が右手首に装着する、ブレスレット型の変身ツール。ZECTにより開発された。ザビーの使用するライダーブレスとは、外形および基本構造は共通であるものの、黒を基調としたカラーリングやキャストオフ発動機能の有無といった差異がある。

ゼクトバックル
変身ツールが武器と兼用されるカブト、ガタック、ダークカブト以外のマスクドライダー共通の、ゼクトのエンブレムが刻まれたバックル。バックル部分左腰のトレーススイッチを押すことでクロックアップを発動する。本作品に登場するライダーもカブトとガタックを除き、基本的にはこのバックルを使用するが、コーカサスのみハイパーゼクターを装着するサイドバックルであるスラップスイッチが両腰に新設されている。

ゼクトクナイガン
ヘラクスとケタロスが標準携行している、3形態（ガン・アックス・クナイモード）に変形する携帯武器。ZECTにより開発され、カラーリング以外の外見や機能はカブトクナイガンに準じたものとなっている。

ハイパーゼクター
バックルの左腰に装着するカブトムシ型昆虫コア。時間を自由に操るハイパークロックアップや、時空内のタキオン粒子を無尽蔵に吸収し発動することでキック力を強化するマキシマムライダーパワーの発動を可能とする。劇中ではZECT本部直轄の切り札であるコーカサスにのみ支給されていた。その他の詳細は仮面ライダーカブトの登場仮面ライダーを参照。

マシンゼクトロン
マスクドライダー専用の量産型バイク。劇中ではヘラクスとドレイクが使用する。基本スペックは仮面ライダーザビーを参照。

##### 共通必殺技
ライダービート
カブティックゼクターのゼクターホーンを持ってセットアップサークルを基点に半回転させて元に戻すことで、「Rider Beat」という電子音声の発声と共にゼクター内部で生成・貯蔵されて倍加したタキオン粒子を噴出、頭部のカブティックホーンを経由してタキオン粒子を全身に駆け巡らせてチャージアップし、腕力、もしくは右手に保持した武器の威力を大幅に上昇させる。

ショルダータックル
右肩部の装甲へと突き出たヒヒイロノカネ製のショルダーブレードから角の先にタキオン粒子を変換した波動を送り込み、そのまま相手に体当たりして原子崩壊、消滅させる。劇中では使用されていない。

### ZECT / ネオZECT
ゼクトルーパー
ZECTの汎用戦闘チームで、隕石落下により荒廃した世界の治安維持にも活躍。スペックや装備はテレビシリーズと同様。

ネオトルーパー
ネオZECTの汎用戦闘チーム。通常のゼクトルーパーに対し、シルバーに塗り替えられたアーマー部と、ところどころに入っているブルーのラインが特徴。また右腕のマシンガンブレードに加え、左腕には小型ミサイルの直撃にも耐えられる大型のシールドユニットが装備されている者もいる。
- スーツは新規造形で、後にテレビシリーズに登場した訓練生のスーツにリペイントされた。

## キャスト
- 天道総司 / 仮面ライダーカブト - 水嶋ヒロ
- 加賀美新 / 仮面ライダーガタック - 佐藤祐基
- 日下部ひより - 里中唯
- 織田秀成 / 仮面ライダーヘラクス - 小林且弥
- 大和鉄騎 / 仮面ライダーケタロス - 虎牙光揮
- 黒崎一誠 / 仮面ライダーコーカサス - 武蔵
- 7年前のひより - 藤井玲奈
- 7年前の天道 - ショーン・ウィーグ
- 天道樹花 - 奥村夏未
- 日下部さとみ - 浅野香織
- 北斗修羅 - 森下千里
- 矢車想 / 仮面ライダーザビー - 徳山秀典
- 風間大介 / 仮面ライダードレイク - 加藤和樹
- 岬祐月 - 永田杏奈
- 三島正人 - 弓削智久
- 客 - 次長課長（井上聡・河本準一）
- 医者 - 佐戸井けん太
- 竹宮弓子 - 西牟田恵
- 田所修一 - 山口祥行
- 加賀美陸 - 本田博太郎

### 声の出演
- 仮面ライダーサソード - 山本裕典
- ナレーション - 鈴木英一郎

### スーツアクター
- 仮面ライダーカブト[18][19]、天道総司（吹き替え）[8] - 高岩成二
- 仮面ライダーガタック[19]、仮面ライダーザビー[19]、加賀美新（吹き替え）[8]、織田秀成（吹き替え）[8] - 伊藤慎
- 仮面ライダードレイク[出典 1] - 押川善文
- 仮面ライダーサソード[19] - 渡辺淳
- 仮面ライダーヘラクス[出典 2] - 大岩永徳
- 仮面ライダーケタロス[出典 3] - 永瀬尚希
- 仮面ライダーコーカサス[出典 4] - 岡元次郎
- 藤榮史哉
- 佐野弥生
- 斉藤英長
- 金田進一
- ワーム・サナギ形態[8] - 小島美穂
- 宇田卓也
- 向田翼
- 中村博亮
- 末野卓磨
- 六本木康弘
- 河野晋也
- 石井靖見
- 山崎圭太
- 飯澤友規

#### ノンクレジット
- 佐藤賢一[31]
- 杉口秀樹[31]
- 縄田雄哉[31]
- 小林勇介[31]
- 小野友紀[31]
- 花川仁教[31]
- 山口喜生[31]
- 澤江晃史[31]
- 渡邉昌宏[31]
- 小倉敏博[31]
- 佐藤義夫[31]

## スタッフ
- 原作 - 石ノ森章太郎
- 脚本 - 米村正二
- 音楽 - 蓜島邦明
- 製作 - 福湯通夫（東映）、高橋浩（東映アニメーション）、亀山慶二（テレビ朝日）
- 企画 - 鈴木武幸（東映）、梅沢道彦（テレビ朝日）、日達長夫（東映ビデオ）、竹中一博（バンダイ）、永井秀之（アサツー ディ・ケイ）、福中脩（東映エージエンシー）
- 撮影 - いのくままさお
- 照明 - 斗沢秀
- 美術 - 大嶋修一
- Bカメ - 宮本亘
- 録音 - 畑幸太郎
- 編集 - 長田直樹
- プロデュース補 - 和佐野健一
- キャラクターデザイン - 早瀬マサト（石森プロ）、野中剛・菊地和浩・小林大祐・田野辺尚伯（PLEX）
- クリーチャーデザイン - 韮沢靖
- ZECT衣装デザイン - 出渕裕
- 妖精イラスト - 唐橋充
- 絵コンテ - 角田徳秀（サムズアップ）
- 制作協力 - 東映テレビプロダクション
- 特撮監督 - 佛田洋
- アクション監督 - 宮崎剛（ジャパンアクションエンタープライズ）
- スーパーバイザー - 小野寺章（石森プロ）
- プロデュース - 白倉伸一郎、武部直美、梶淳（テレビ朝日）
- 劇場版『カブト・ボウケンジャー』製作委員会（東映、東映アニメーション、テレビ朝日、東映ビデオ、アサツー ディ・ケイ、東映エージエンシー、バンダイ）
- 監督 - 石田秀範
- 配給 - 東映[注釈 1]

## 主題歌
「ONE WORLD」
作詞・作曲 - 吉川晃司 / 編曲 - 菅原弘明 / ストリングス編曲 - 斎藤ネコ / 歌 - 吉川晃司（TKCA-73102）

## 制作
当初は天道に擬態したブラックカブトと呼ばれるワームが登場する予定だったが、尺の都合からカットされた。また、樹花も本編では現在しか登場していないが、当初は不治の病となったひよりと、隕石で死んだ樹花の二人の妹を天道が救う話であった。
ラストのハイパーカブトが隕石を押し戻す場面は、『機動戦士ガンダム 逆襲のシャア』をイメージしている。

## 映像ソフト化
- 天の道を往く者たち 劇場版 仮面ライダーカブト GOD SPEED LOVE メイキング（DVD1枚組、2006年8月4日発売）
  - 撮影風景のドキュメンタリー、スタッフやキャストのインタビューを収録。
- 劇場版 仮面ライダーカブト GOD SPEED LOVE 通常版（DVD1枚組、2007年1月21日発売）
  - 本編：劇場公開版本編を収録
  - 映像特典
    - 予告
    - データファイル
- 劇場版 仮面ライダーカブト GOD SPEED LOVE コレクターズパック（DVD2枚組、2007年1月21日発売）
  - ディスク1：本編DVD（通常版と共通）
  - ディスク2：特典DVD
    - 製作会見
    - 完成披露試写会
    - 公開初日舞台挨拶
    - メイキング（「天の道を往く者たち」補完版）
    - ポスターギャラリー

  - 初回限定特典
    - 特製ライナーカード（2枚）
    - 特製スリーブケース
- 劇場版 仮面ライダーカブト GOD SPEED LOVE Blu-ray（1枚組、2009年7月21日発売）
  - 本編：劇場公開版本編を収録
  - 映像特典
    - 劇場予告
- 劇場版 仮面ライダーカブト GOD SPEED LOVE ディレクターズカット版（DVD1枚組、2007年5月21日発売）
  - 本編：約13分の未公開エピソードやバトルシーンを追加した他、エンディングロールの新規作成や、エンドロール扱いだった一部のシーンを本編扱いとし再編集した本編を収録
  - 映像特典
    - 特報
    - 劇場予告
    - 劇場予告【テロップ無し素材】
    - TV SPOT
    - プロモーション
    - POSTER ART GALLERY

  - 音声特典
    - オーディオコメンタリー（水嶋ヒロ×佐藤祐基×監督：石田秀範）

  - 初回限定特典
    - オリジナルドッグタグ

## 他媒体展開

### テレビシリーズ
『仮面ライダーカブト』
『仮面ライダーディケイド』
仮面ライダーヘラクスと仮面ライダーケタロスが登場。

### 他映画
『劇場版 超・仮面ライダー電王&ディケイド NEOジェネレーションズ 鬼ヶ島の戦艦』（2009年5月1日公開）
『仮面ライダー電王』と『仮面ライダーディケイド』をメインとしたクロスオーバー作品。仮面ライダーコーカサスが登場。
『仮面ライダー×仮面ライダー×仮面ライダー THE MOVIE 超・電王トリロジー EPISODE YELLOW お宝DEエンド・パイレーツ』（2010年6月19日公開）
『仮面ライダー電王』と『仮面ライダーディケイド』のクロスオーバー作品。仮面ライダーコーカサスが登場。